# Trichurioza
Trichurioza (włosogłówczyca, łac. trichuriosis, ang. trichuriasis) – choroba pasożytnicza spowodowana infestacją włosogłówki ludzkiej (Trichuris trichiura, syn. Trichocephalus trichiurus).

## Epidemiologia
Zarażenia włosogłówką są częste na całym świecie, zwłaszcza w krajach ciepłych i tropikalnych. Masywne infestacje notuje się najczęściej na Karaibach, w południowej Afryce i Malezji.

## Objawy i przebieg
W masywnej inwazji owrzodzenia jelita odpowiadają za obraz kliniczny przypominający wrzodziejące zapalenie jelita grubego z częstymi, luźnymi, krwisto-śluzowymi stolcami i niedokrwistością.

## Rozpoznanie
Rozpoznanie trichuriozy stawia się na podstawie badania koproskopowego. Jaja pasożyta wydalane są począwszy od 3. miesiąca po zarażeniu. Zaleca się określenie liczby jaj włosogłówki w 1 gramie kału metodą Kato i Miury; wynik poniżej 1000/g odpowiada lekkiej inwazji, wynik powyżej 10 000/g ciężkiej.

## Leczenie
Lekiem z wyboru jest albendazol podawany w jednorazowej dawce 400 mg p.o. (w USA FDA nie zezwoliło na rejestrację leku do tego wskazania) lub mebendazol w dawce 100 mg p.o. 2 x dziennie przez 3 dni. W ciężkich inwazjach terapia może wymagać powtórzenia. W niektórych zarażeniach skojarzone leczenie iwermektyną i albendazolem jest skuteczniejsze niż monoterapia.